# インプレッシング・ザ・ツァー
『インプレッシング・ザ・ツァー』（Impressing the Czar）は、1988年に初演されたバレエ作品である。全5部構成で、振付はウィリアム・フォーサイス、音楽はルートヴィヒ・ヴァン・ベートーヴェン（『弦楽四重奏曲第14番嬰ハ短調』より）、エヴァ・クロスマン＝ヘヒト、レスリー・スタック、トム・ウィレムス。第2部にあたる『イン・ザ・ミドル・サムホワット・エレヴェイテッド』（In the Middle, Somewhat Elevated）は、フォーサイスの代表作として評価され、サンフランシスコ・バレエ団やロイヤル・バレエ団などがレパートリーに取り入れるなど、単独で上演される機会が多い。1992年には『イン・ザ・ミドル・サムホワット・エレヴェイテッド』の上演によりロイヤル・バレエ団が、2009年には『インプレッシング・ザ・ツァー』全幕の上演によりロイヤル・バレエ・オブ・フランダースが、それぞれ「ローレンス・オリヴィエ賞」を授与されている。

## 概要
この作品は、フォーサイスが1987年に振り付けた1幕物のバレエ作品『イン・ザ・ミドル・サムホワット・エレヴェイテッド』を発展させたものである。パリ・オペラ座バレエ団のために振り付けた『イン・ザ・ミドル・サムホワット・エレヴェイテッド』は、特別の筋立てを持たず、女性6人、男性3人のダンサーがクラシックバレエのテクニックを基にしながらひたすら舞台上を過激に動き回って踊り、唐突に終わりを迎える作品だった。
翌年、フォーサイスは『イン・ザ・ミドル・サムホワット・エレヴェイテッド』を5部からなる大規模なバレエ作品の一部分として再構成し、『インプレッシング・ザ・ツァー』として上演した。
再構成された作品の表題となっている「ツァー」とは、ロシア帝国の女帝エカチェリーナ2世を指す。彼女の寵臣ポチョムキン将軍が、帝国の繁栄を女帝に印象付けるために「村おこし」をしたことに由来している。但し、作品の中にロシア的なものや物語性などはなく、この表題はあくまでもイメージを喚起する手段として使われているに過ぎない。作品は一見脈絡のない多彩なテキストとモチーフを豊かに内包し、フォーサイスはそれぞれのパートを共存させて全体を一つの作品にまとめ上げる手腕を見せた。
この作品の全幕での上演は、1995年のフランクフルト・バレエ団によるものを最後に途絶えていた。その後、ベルギーのロイヤル・バレエ・オブ・フランダースの芸術監督キャスリン・ベネッツ（Kathryn Bennetts、元フランクフルト・バレエ団バレエ・ミストレス）が、この作品の復活上演を果たしている。

## 構成
第1部『ポチョムキンの署名』（Potemkin's Signature）
ベートーヴェンの『弦楽四重奏曲第14番嬰ハ短調』と、この曲をトム・ウィレムスがシンセサイザーでアレンジした音楽が流れる。舞台の上手には少し傾斜のついた巨大なチェス盤、舞台下手後方には修復中の名画（ボッティチェリやヴァン・ダイクの作品）が置かれている。作品が進行するにつれて、名画はダンサーによって剥がされてゆくが、その下からまた絵が出てくる。
舞台上には大きなさくらんぼを模ったオブジェと四角形のオブジェが置かれ、これもダンサーによって移動させられる。白いブラウス、黒のプリーツスカートという日本の女学生のようなコスチュームを着たおかっぱ頭の女性ダンサー2人が舞台中央で、「テレビを見ている」「さくらんぼが無い」などと他愛のない台詞を話す。ドレス姿のダンサーが数人登場してくる。上半身は裸でスカートを穿いた「ミスター・ピーナッツ」（Mr PNut）と呼ばれる男性ダンサーが現れ、時々弓を射るポーズを取りながら舞台上を動き回る。時折、照明と音楽が突然に消える。照明の明暗によって、舞台空間は仕切られ、場面転換が図られる。
第2部『イン・ザ・ミドル・サムホワット・エレヴェイテッド』（In the Middle, Somewhat Elevated）
題名の「中空に上がっている何か」を意味するのは、舞台天井から吊り下げられた金色のさくらんぼのオブジェ2個のことである。第1部に出てきた舞台装置はすべて取り払われ、何もない空間にこのオブジェだけが存在している。照明は舞台よりも一回り小さく、四角く空間を照らし出している。ダンサー（女性6人、男性3人）は男女ともにレオタード姿で登場する。大音量の電子音楽に合わせて脚を垂直に鋭く上げ、女性は床に鋭角的に突き刺さるようなポワントテクニックを駆使する。アラベスク・パンシェでは倒れる寸前までバランスを崩し、クラシックバレエの優美なラインを極端に歪めてダンサーは激しく踊りまくる。一しきり激しく踊った後、ダンサーは練習の延長のように普通に歩いて退場してゆく。
1987年にパリ・オペラ座でこの部分が初演された時、ダンサーの中心として出演したのは当時パリ・オペラ座バレエのエトワールを務めていたシルヴィ・ギエムとローラン・イレールの2名だった。この部分をリハーサルしている最中に、「なんて振付なの」とギエムが発言する場面がビデオ映像に収録されている。
第3部『ラ・メゾン・ド・メッツオ・プレッツオ』（La Masion de Mezzo Prezzo）
舞台上にはモニターが置かれている。金色のコスチュームを着た男性を「黄金像」とみなしてオークションが開催される。突如殺人事件が発生する。使われた凶器は矢で、被害者となったのはミスター・ピーナッツだった。
第4部『ボンゴ・ボンゴ・ナゲーラ』（Bongo Bongo Nageela）
第5部『ミスター・ピーナッツ・ゴーズ・トゥ・ザ・ビッグ・トップ』（Mr PNut Goes to the Big Top）
第4部と第5部は連続して上演される。40人のダンサーが第1部に出てきた女学生と同じ格好で登場するが、その中には男性が演じる「女学生」も交じっている。ダンサーたちは最初のうち7つの集団に分かれて踊っていたのが、次第に一つの輪を形作ってゆく。この輪の中心には、ミスター・ピーナッツの死体がある。輪はやがて、二重、三重に形を変える。踊りの輪の中でミスター・ピーナッツは蘇り、立ち上がって歩き始める。彼の後をダンサーたちが一団になって追いかけてゆき、幕が下りる。